# 예산 윤봉길 의사 유적
예산 윤봉길 의사 유적(禮山 尹奉吉 義士 遺蹟)은 대한민국 충청남도 예산군 덕산면 시량리에 있는, 윤봉길의사가 태어나서 자란 곳이다.
1972년 10월 14일 대한민국의 사적 제229호 매헌윤봉길의사사적지로 지정되었다가, 2011년 7월 28일 예산 윤봉길 의사 유적으로 명칭이 변경되었다.

## 개요
윤봉길의사가 태어나서 자란 곳이다.
사적지에는 윤봉길 의사가 태어난 집과 성장한 집이 따로 있는데, 태어난 집은 광현당(光顯堂)이라 하며, 중국으로 망명하기 전까지의 집은 한국을 건져내는 집이라는 뜻의 저한당(狙韓堂)이라 한다.
윤봉길 의사는 새로운 문화의 습득에 주력하면서 농촌 계몽과 부흥에 힘썼다. 또한 야학회와 독서회를 조직해서 농촌의 문맹퇴치운동을 벌이기도 하였으며, 1929년에는 농촌발전을 위하여 월진회를 조직하였다. 1932년 일본 국왕의 생일인 천장절과 상해전투승리 축하식을 겸한 기념식이 있었던 중국 상해의 홍구공원에서 폭탄을 던졌는데, 이것이 4·29의거였다. 윤봉길 의사는 바로 체포되어 사형을 언도받고 25세의 나이로 생을 마감했다.
국가에서는 윤봉길 의사가 이룩한 업적을 기리기 위해 1965년에 기념탑을 세우고 1968년에는 충의사를 세웠다. 그 뒤를 이어 윤의사의 생가, 성장가 등이 복원되고 유물전시관과 농촌 계몽운동을 벌였던 부흥원이 세워진 것은 1970년 이후이다.
충의사는 윤봉길 의사의 사당으로서 초상을 모시고 있으며, 그가 평소에 사용했던 유품들은 보물 제568호로 지정되어 현재 유물관에 전시되어 있다. 그리고 충의관을 세워 윤의사의 농촌 계몽운동과 4·29의거 장면을 그림으로 나타낸 11경도를 전시해 역사교육장으로 활용하고 있다. 매년 4월 29일에는 윤의사를 추모하는 매헌 문화재가 열린다.

## 같이 보기
- 윤봉길
- 윤봉길 의사 유품 - 보물 제568호

## 참고 자료
- 예산 윤봉길 의사 유적 - 국가유산청 국가유산포털